# P・K・O
P・K・O（ピーケーオー）は、アニメーションを中心にしたメディアミックス作品『デ・ジ・キャラット』シリーズに登場する架空の悪の組織 ブラックゲマゲマ団（通称:BG、BG団、ブゲ団、以後 BG団と略）の幹部の三人組を指す名称と、その役を演じる声優の鳥海浩輔、鈴木千尋、サエキトモによるユニット。ラジオ、CD、コンサートイベント等、幅広く活躍した。
メンバーのサエキトモが、2005年に病気療養のため声優活動を休止したことに伴い、ユニット自体も活動を休止している。

## 概要
- デ・ジ・キャラットの作中で、鳥海浩輔がリク＝ハイゼンベルク[1]、鈴木千尋がカイ＝シュヴァイツァー[1]、サエキトモがクウ＝エアハルト[1]の声を演じており、彼らBG団幹部の三人が悪の首領 ピョコラ（ぴよこ）を補佐するためにアナローグ星という星から地球へやってきたという設定である[1]。
- P・K・Oとは正式には「Pyocola Keeping Operations」（ピョコラ・キーピング・オペレーションズ）[2][1][3]、日本語訳は「ピョコラ様 かいがいしく お世話し隊」[2][1][注 1]である（後に「ピョコラ様を かいがいしく お世話し隊」[5][3][注 1]と表記している物も存在しており、助詞の「を」がある場合とない場合がある）。このユニット名は2001年5月13日開催の「デ・ジ・キャラットまつり in 東京ビッグサイト」にて発表された[1]。なお、あくまで幹部三人組によるユニットのためピョコラを演じる林原めぐみは関わっていない。
- 『ファーストKiss☆物語II』に、彼らが演じる同名のユニットが登場する。
- P・K・Oの声優三名を主役として、『熱風海陸ブシロード』というキャラクターや舞台設定が異なる作品が誕生した。いくつかのメディア展開も期待されたが、上記のサエキトモの療養のために企画の段階で中断されている。その後『熱風海陸ブシロード』は株式会社ブシロードが2013年の年末特番として復活させ、配役は異なっているがP・K・Oもキャスティングされた。
- テレビ大阪・テレビ東京系で放送されたブロッコリー・マッドハウス製作アニメ2002年放映の『ギャラクシーエンジェルA』ではクウ役のサエキトモのみが出演しており、本作ではマリブ・ペイロー役を演じた。2003年放映の『デ・ジ・キャラットにょ』にて3名が揃って出演している。同作の放送終了に伴い、活動休止後は暫く出演する機会が無かったが、カイ役の鈴木千尋のみ『マジカパーティ』のラゴン役で出演し、テレビ大阪アニメではP・K・O時代として『デ・ジ・キャラットにょ』以来で約18年ぶりに復帰としての出演作となっている[7]。

## CD

### シングル
- BLACK AMBITION　（2003年4月30日）
  1. Black Ambition
  2. BG☆Dancing
  3. Close To You
  4. Black Ambition　*karaoke
  5. BG☆Dancing　*karaoke
  6. Close To You　*karaoke
  7. Voice Message
- First impact　（2004年8月27日）
  1. First Impact
  2. White Smoke & Rum & Rock（鳥海ソロ）
  3. First Impact　*karaoke
  4. White Smoke & Rum & Rock　*karaoke
- Second Game　（2004年9月24日）
  1. Second Game
  2. Love will find away（鈴木ソロ）
  3. Second Game　*karaoke
  4. Love will find away　*karaoke
- Trinity　（2004年10月22日）
  1. Trinity
  2. Answer（サエキソロ）
  3. Trinity　*karaoke
  4. Answer　*karaoke

### アルバム
- Pyocola Keeping Operations　P・K・O　（2001年7月19日）
  1. Knockin' on Your Heart
  2. La･･La･･Forever
  3. Let's Change The World!!（＋真田アサミ・沢城みゆき・氷上恭子）
  4. We Are THE ONE! (アリーナライブバージョン)
  5. Voice Message
- We are THE ONE!　（2001年2月10日）
  1. We are THE ONE!
  2. Foxy Blood（鳥海ソロ）
  3. ふたりのDistance（鈴木ソロ）
  4. Believe Me（サエキソロ）
  5. Voice Message
- Black Generation　（2002年7月20日）
  1. Knighthood～世界で一番の夢を～
  2. Red Emotion（鳥海ソロ）
  3. ブルーハート（鈴木ソロ）
  4. 黄昏のTreasere Hunter（サエキソロ）
  5. Voice Message
- デ・ジ・キャラット&エンジェル隊コンサート in横浜アリーナ P・K・O EDITION　（2003年1月23日）
  1. ONLY★YOU～君を守りたい～
  2. Knighthood～世界で一番の夢を～
  3. Knockin' on your Heart
  4. Red Emotion（鳥海ソロ）
  5. 黄昏のTreasure Hunter（サエキソロ）
  6. ブルーハート（鈴木ソロ）
  7. 東京ルンバマンボ（鳥海ソロ）
  8. We are THE ONE!
  9. Run & Gun!!
  10. Let's Change The World!!（＋真田アサミ・沢城みゆき・氷上恭子）
- CAUTION!　（2003年10月10日）
  1. CAUTION!～instrumental～
  2. EGOIST
  3. ZERO
  4. Run＆Gun!!～BTLII 大宮Live ver.～
  5. BLACK AMBITION～Ambitious Soul Mix～
  6. Voice Message
  7. EGOIST～tracks～
  8. ZERO～tracks～
- P・K・O　THE BEST　（2005年4月1日）
  1. BLACK AMBITION
  2. Knighthood～世界で一番の夢を～
  3. ONLY★YOU～君を守りたい～
  4. Precious Moment
  5. 東京ルンバマンボ（鳥海ソロ）
  6. ヨロシク☆ロケンロール
  7. Knockin' on your Heart
  8. ふたりのDistance（鈴木ソロ）
  9. BG☆Dancing
  10. 黄昏のTreasure Huntet（サエキソロ）
  11. ブラゲマ戦隊ぴょこレンジャー
  12. We are THE ONE!
  13. Run＆Gun!!
  14. ブラックゲマゲマ団団歌(ゴスペルver.)
  15. ブラックゲマゲマ団団歌(ラップver.)

### オムニバス
- Di Gi Charat X'mas Album Welcome to X'mas　（2000年12月2日）
  - ONLY★YOU～君を守りたい～
  - PARTY☆NIGHT(ｵｰﾙｽﾀｰﾊﾞｰｼﾞｮﾝ)　　(真田アサミ・沢城みゆき・氷上恭子・亀井芳子・置鮎龍太郎・南央美・内藤玲・森訓久・鳥海浩輔・鈴木千尋・サエキトモ）
- でじこのサウンドガーデン　（2001年4月25日）
  - LOVE ピョコラ様
- Di Gi Charat CD-BOX Special Version　（2001年5月29日）
  - All The Best　　(真田アサミ・沢城みゆき・氷上恭子・鳥海浩輔・鈴木千尋・サエキトモ・内藤玲・森訓久)
  - ONLY★YOU(アリーナライブバージョン)
- Di Gi Charat でじこのサウンドマジック　（2001年11月7日）
  - 黄昏 monologue（鳥海ソロ）
  - I'll be your man（鈴木ソロ）
  - Endless Dream（サエキソロ）
- Di Gi Charat X'mas CD 2001 White Fantasy　（2001年11月30日）
  - 東京ルンバマンボ（鳥海ソロ）
  - 君が涙流す夜は（鈴木ソロ）
  - STRONG WILL FAITH（サエキソロ）
- 無限大∞ソリュージョン　（2002年9月27日）
  - Run&Gun!!
  - ONLY★YOU～君を守りたい～(再収録)
  - Voice of Heart(D.U.P.＆P・K・O Ver)
- Di Gi Charat X'mas CD 2002 スマイル☆X'mas　（2002年11月29日）
  - My only true wish
- でじこさんCDスペシャル ~横浜ドライブツアーGO!GO!にょ！~　（2002年12月25日）
- Di Gi Charat Radio Showでじこさん ラジオサウンド集 Sound of でじこさん（フリートーク収録）　（2003年2月26日）
- Di Gi Charat The BEST　（2003年4月23日）
  - Foxy Blood（鳥海ソロ）
  - 君が涙流す夜は（鈴木ソロ）
  - Endless Dream（サエキソロ）
  - We are THE ONE!
  - La・・La・・Forever
  - LOVE ピョコラ様
- PARTY☆NIGHT大全集(踊)　（2003年10月30日）
  - PARTY☆NIGHT(ｵｰﾙｽﾀｰﾊﾞｰｼﾞｮﾝ)　　(真田アサミ・沢城みゆき・氷上恭子・亀井芳子・置鮎龍太郎・南央美・内藤玲・森訓久・鳥海浩輔・鈴木千尋・サエキトモ）
- Di Gi Charat X'mas CD 2003 Princess X'mas　（2003年11月14日）
  - Precious Moment
  - All The Best　　(真田アサミ・沢城みゆき・氷上恭子・鳥海浩輔・鈴木千尋・サエキトモ・内藤玲・森訓久)

- 「デ・ジ・キャラットにょ」コンプリートみゅーじっく「でじおん」　（2004年3月6日）
  - ブラックゲマゲマ団団歌(ゴスペルver.)
  - ブラックゲマゲマ団団歌(ラップver.)
- Di Gi Charat The BESTⅡ　（2004年6月5日）
  - Red Emotion（鳥海ソロ）
  - ふたりのDistance（鈴木ソロ）
  - STRONG WILL FAITH（サエキソロ）
  - Precious Moment
  - Run&Gun!!
  - ONLY★YOU～君を守りたい～
  - My only true wish
  - Knighthood～世界で一番の夢を～
  - BG☆Dancing
  - Knockin' on your Heart
  - Let's Change the World(D.U.P.、P・K・O)
- デ・ジ・キャラットにょ ソングコレクション みんなにょうた　（2004年6月25日）
  - PRIDE
  - ヨロシク☆ロケンロール
- Di Gi Charat X'mas CD 2004 Baby X'mas　（2004年11月5日）
  - ブラゲマ戦隊・ぴょこレンジャー
  - Voice of Heart(D.U.P.＆P・K・O Ver)
- DiGi Charat CD-BOX　（2007年2月21日）
  - LOVE ピョコラ様
  - 黄昏 monologue（鳥海ソロ）
  - I'll be your man（鈴木ソロ）
  - Endless Dream（サエキソロ）

## ラジオ
- P･K･Oのお前とブラック!
- 大河ラジオだ ブシロード